# Хосе Даніель Валенсія
Хосе Даніель Валенсія (ісп. José Daniel Valencia, нар. 3 жовтня 1955, Сан-Сальвадор-де-Жужуй) — аргентинський футболіст, що грав на позиції півзахисника.
Виступав, зокрема, за клуб «Тальєрес», а також національну збірну Аргентини, я складі якої — чемпіон світу 1978 року.

## Клубна кар'єра
У дорослому футболі дебютував 1973 року виступами за команду клубу «Хімнасія і Есгріма» (Жужуй), в якій протягом двох років взяв участь у 5 матчах чемпіонату.
Своєю грою за цю команду, утім, привернув увагу представників тренерського штабу клубу «Тальєрес», до складу якого приєднався 1975 року. Відіграв за команду з Кордови наступні тринадцять сезонів своєї ігрової кар'єри. Більшість часу, проведеного у складі «Тальєреса», був основним гравцем команди. Частину 1986 року провів в Еквадорі, де на умовах оренди грав за «ЛДУ Кіто».
Згодом з 1988 по 1990 рік грав у складі команд клубів «Гварані Антоніо Франко», «Росаріо Сентраль» та болівійського «Хорхе Вільстерман».
Завершив професійну ігрову кар'єру у болівійському «Депортіво Сан-Хосе», за команду якого виступав протягом 1991—1993 років.

## Виступи за збірну
1975 року дебютував в офіційних матчах у складі національної збірної Аргентини. Того ж року був учасником розіграшу Кубка Америки. Згодом також брав участь у розіграші Кубка Америки 1979 року.
Учасник двох чемпіонатів світу — 1978 року в Аргентині та 1982 року в Іспанії. На домашньому для аргентинців мундіалі, який закінчився для них завоюванням першого для них титулу найсильгішої збірної світу, Валенсія взив участь у чотирьох матчах. Він відіграв в усіх матчах першого групового етапу, а також провів на полі першу гру другого групового етапу проти збірної Польщі, після чого наставник аргентинців Сесар Луїс Менотті вдався до зміни тактичної побудови команди, і Валенсія випав з її складу до кінця турніру. На другій же своїй світовій першості півзахисник взяв участь лише в одній грі другого групового етапу.
Загалом протягом кар'єри у національній команді, яка тривала 8 років, провів у формі головної команди країни 41 матч, забивши 5 голів.

## Титули і досягнення
- Бронзовий призер Панамериканських ігор: 1975
- Чемпіон світу: 1978